# Hammer DeRoburt
Hammer DeRoburt (Nauru, 25 settembre 1922 – Melbourne, 15 luglio 1992) è stato un politico nauruano.
Fu il primo, quarto, sesto e ottavo presidente della repubblica di Nauru e deputato del parlamento di Boe. Sotto la sua presidenza, il 31 gennaio 1968 Nauru ottenne l'indipendenza dall'Australia, che precedentemente amministrava l'isola come territorio in Amministrazione fiduciaria delle Nazioni Unite. Nel 1982 è stato premiato con la medaglia all'Ordine dell'Impero Britannico per volontà della regina Elisabetta II. È morto di diabete mellito.